# دایموند ریج، آلاسکا
دایموند ریج (به انگلیسی: Diamond Ridge) شهری در بخش شبه‌جزیره کنای ایالت آلاسکا است که جمعیت آن در سرشماری سال ۲۰۰۰ میلادی ۱۸۰۲ نفر بوده‌است.